# Wolfgang Kohte
Wolfgang Kohte (* 22. Oktober 1907 in Charlottenburg; † 17. Juni 1984) war ein deutscher Historiker und Archivar.

## Leben
Nach dem Abitur am Kaiserin-Augusta-Gymnasium in Berlin-Charlottenburg im Jahr 1925 studierte er Geschichte, Nationalökonomie und neuere Sprachen in Berlin, Marburg und Wien. Am 25. Juli 1929 wurde er in Berlin zum Dr. phil. promoviert. Nach der Ausbildung am Preußischen Institut für Archivwissenschaft in Berlin-Dahlem (archivalische Staatsprüfung am 12. September 1931) arbeitete er im Preußischen Geheimen Staatsarchiv und in der dazugehörigen Publikationsstelle Berlin-Dahlem. Von 1947 bis 1972 war er im Bundesarchiv in Koblenz tätig.

## Schriften (Auswahl)
- Deutsche Bewegung und preußische Politik im Posener Lande 1848–49. Posen 1931, OCLC 174219603.
- Fünfzig Jahre deutscher Geschichte 1907–1957 in Plakaten und Flugblättern. Ausstellung im Deutschherrenhaus zu Koblenz, 10.–29. September 1957. Koblenz 1957, OCLC 644025883.
- Westfalen und der Emsmündungsraum. Vortrag. Dortmund 1960, OCLC 174695594.
- Probleme der Archivierung von Kinofilmen. Wien 1968, OCLC 252093629.